# Melant (fill d'Andropomp)
Melant o Melanti (Melanthus o Melanthius, Mélanthos o Melánthios Μελάνθιος o Μέλανθος) va ser un mític rei de Messènia descendent de Neleu, expulsat de la seva pàtria, Pilos, pels heràclides quan van conquerir el Peloponès. Aconsellat per l'oracle, es va refugiar a l'Àtica, on el van admetre com a ciutadà i va participar en les magistratures.
Estant allí, va esclatar la guerra entre Atenes i Beòcia que es disputaven la ciutat d'Ènoe, i el rei de la darrera, Xantos (Xanthos), va desafiar a un combat singular al d'Atenes, Timetes (de la dinastia de Teseu). Timetes va refusar per la seva edat i estat de salut, i va dir que estava disposat a cedir el seu tron a qui pogués vèncer Xantos. Melant va acceptar el repte i van començar a lluitar. Però darrere del rei Xantos va aparèixer un guerrer armat, Dionís Melanègida, i Melamp li va retreure que violés les condicions del combat portant amb ell un altre combatent. Xantos es va girar tot sorprès i Melamp va aprofitat per clavar-li la llança que portava. Així va aconseguir la victòria i va ser rei dels atenesos. Els ciutadans d'Atenes van erigir un temple a Dionís, que pel que es veu va ajudar Melamp en el combat. Aquesta història s'explicava també amb Andropomp, el pare de Melant, com a protagonista (Pausànias) o amb Codros, el fill de Melant (Aristòtil).
Una altra tradició transmesa per Ateneu explica que Melant, expulsat de Pilos, va rebre un oracle que li deia que s'establís en un lloc on li oferissin per menjar un cap i uns peus. Va arribar a Eleusis i els sacerdots li van presentar el que quedava d'un sacrifici que acabaven d'oficiar, el cap i les potes de la víctima. Melant va comprendre que l'oracle volia que s'establís allí i es va quedar a Eleusis.